# Gagrella serrulata
Gagrella serrulata is een hooiwagen uit de familie Sclerosomatidae.